# Endochironomus impar
Endochironomus impar är en tvåvingeart som först beskrevs av Walker 1856.  Endochironomus impar ingår i släktet Endochironomus och familjen fjädermyggor. Arten är reproducerande i Sverige. Inga underarter finns listade i Catalogue of Life.